# ShopBack
ShopBack是一間總部設於新加坡的電子商務網站，該網站利用現金返還計畫回饋線上購物者，讓網上購物者通過該網站外連的購物平台購買產品時，ShopBack可以從消費者支付的消費金額中獲益，再從獲益中提取一小部分作為消費者的現金回饋，以吸引消費者持續購物。

## 歷史
ShopBack的創始團隊之前在Rocket Internet。ShopBack來自新加坡，成立於2014年，是東南亞網購現金回饋平台，目前官方對外公布擁有超過100萬的用戶，於2016年9月正式在臺灣營運。

## 外部連結
- 官方网站